# كردلقان (أوتش هاتشا)
کردلقان (بالفارسية: کردلقان) هي منطقة سكنية تقع في إيران في قسم أوتش هاتشا الریفي. يقدر عدد سكانها بـ 162 نسمة .